# Caychax
Caychax – miejscowość i gmina we Francji, w regionie Oksytania, w departamencie Ariège.
Według danych na rok 2010 gminę zamieszkiwało 13 osób, a gęstość zaludnienia wynosiła 2 osób/km².